# Knipolegus signatus
Knipolegus signatus (лат.) — вид птиц из семейства тиранновых. Их ареал простирается от южной части Эквадора до северо-западной Аргентины (в том числе птицы обитают в Перу и Боливии). Естественной средой обитания Knipolegus signatus являются субтропические или тропические влажные горные леса.
Иногда вид считают конспецифичным с Knipolegus cabanisi. В этом случае их объединяют в один таксон, который называют андийским тиранном. При этом ранее некоторые считали Knipolegus cabanisi подвидом Knipolegus signatus (Knipolegus signatus cabanisi).
МСОП присвоил виду охранный статус LC.